# Elaine Jentsch

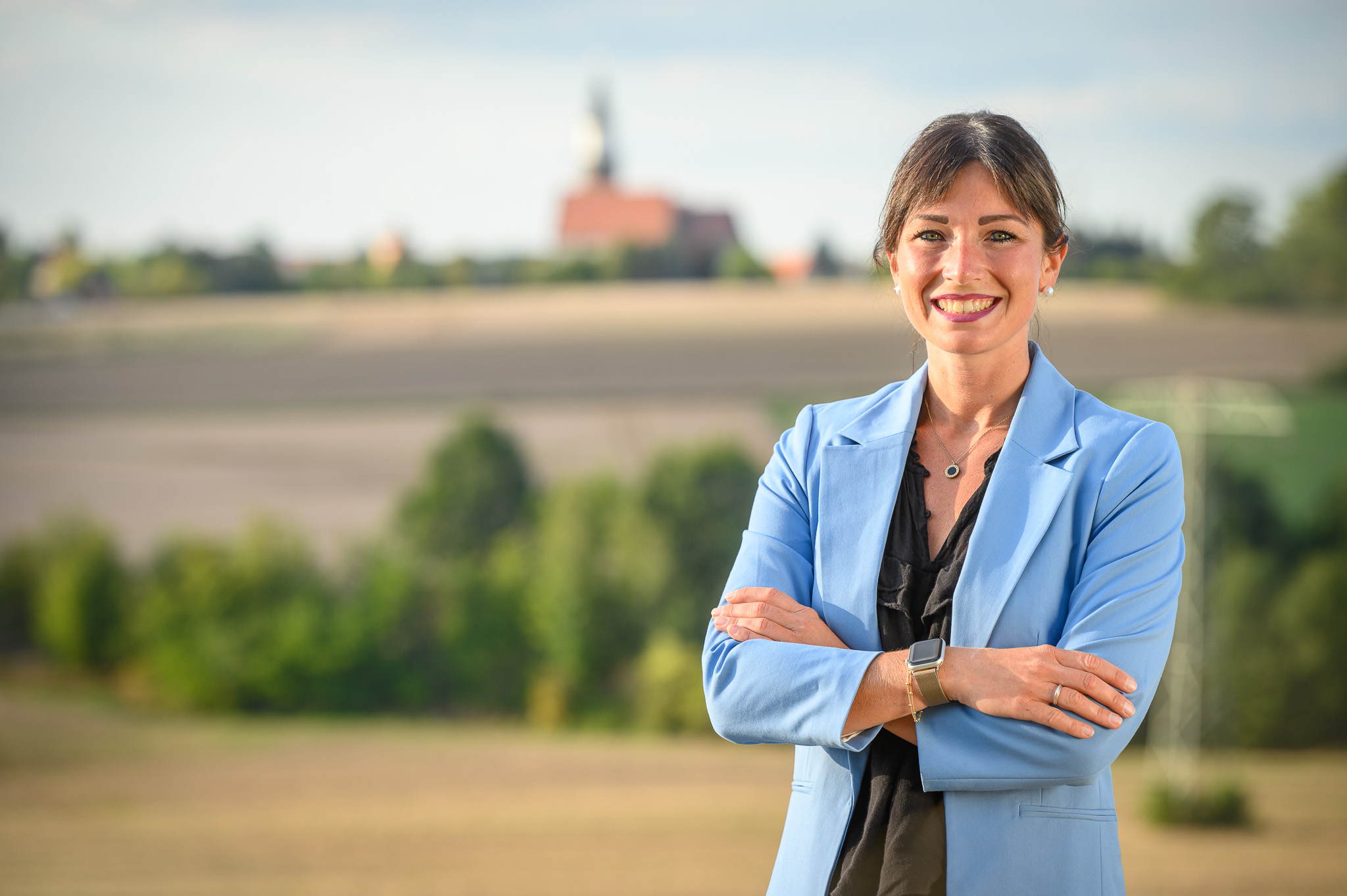
Elaine Jentsch (2023)

Elaine Jentsch (* 17. Juli 1994 in Räckelwitz) ist eine deutsche Politikerin (CDU). Seit 2024 ist sie Mitglied des Sächsischen Landtags.

## Leben und Beruf
Elaine Jentsch wuchs in Ohorn und Umgebung auf.
Nach dem Abitur 2013 am Ferdinand-Sauerbruch-Gymnasium Großröhrsdorf absolvierte sie einen einjährigen Auslandsaufenthalt als Au-pair in Neuseeland. Von 2014 bis 2018 studierte sie „Political and Social Studies“ an der Julius-Maximilians-Universität Würzburg. Nach Beendigung ihres Studiums mit dem Bachelorabschluss war sie von April bis Juli 2018 für die Konrad-Adenauer-Stiftung im Auslandsbüro Ulaanbaatar in der Mongolei tätig. Im Herbst 2018 folgte ihr Masterstudium „Politik und Verfassung“ an der TU Dresden, welches sie im Februar 2021 abschloss. Beruflich war sie von 2018 bis 2024 als wissenschaftliche Mitarbeiterin für den Landtagsabgeordneten Aloysius Mikwauschk und die Staatsministerin Barbara Klepsch tätig. Seit 2021 ist Jentsch zudem Landesgeschäftsführerin der Mittelstands- und Wirtschaftsunion der CDU/CSU im Landesverband Sachsen.
Sie lebt mit ihrem Partner im Kamenzer Ortsteil Wiesa.

## Politik
Jentsch engagiert sich seit 2017 politisch in der Jungen Union und ist seit 2018 Mitglied der CDU. Zudem ist sie stellvertretende Vorsitzende des CDU-Verbandes Pulsnitz-Großröhrsdorf und Mitglied im Kreisvorstand der CDU Bautzen. 
Ihr politisches Engagement konzentriert sich auf die Themen Bildung, Mittelstand, den ländlichen Raum sowie die Förderung und Pflege der sorbischen Sprache und Kultur.
Bei der Landtagswahl in Sachsen 2024 wurde Jentsch für den Wahlkreis Bautzen 2 als direktgewählte Abgeordnete mit 44,0 Prozent in den Sächsischen Landtag gewählt.

## Ehrenamt
Sie ist neben ihrer beruflichen Tätigkeit in verschiedenen Vereinen, wie dem Heimatverein Wiesa e.V., dem Freundeskreis der Zisterzienserinnenabtei St. Marienstern im ostsächsischen Panschwitz-Kuckau oder der SG Wiesa e.V. aktiv.